# Premi e riconoscimenti di Cate Blanchett
Questa è la lista dei premi e riconoscimenti ottenuti dall'attrice australiana Cate Blanchett.

## Premi cinematrografici e televisivi

### Principali
- Premio Oscar
  - 1999 – Candidatura alla miglior attrice per Elizabeth
  - 2005 – Miglior attrice non protagonista per The Aviator
  - 2007 – Candidatura alla miglior attrice non protagonista per Diario di uno scandalo
  - 2008 – Candidatura alla miglior attrice per Elizabeth: The Golden Age
  - 2008 – Candidatura alla miglior attrice non protagonista per Io non sono qui
  - 2014 – Miglior attrice per Blue Jasmine[1][2]
  - 2016 – Candidatura alla miglior attrice per Carol
  - 2023 – Candidatura alla miglior attrice per Tár

- Golden Globe
  - 1999 – Miglior attrice in un film drammatico per Elizabeth
  - 2002 – Candidatura alla miglior attrice in un film commedia o musicale per Bandits
  - 2004 – Candidatura alla miglior attrice in un film drammatico per Veronica Guerin - Il prezzo del coraggio
  - 2005 – Candidatura alla miglior attrice non protagonista per The Aviator
  - 2007 – Candidatura alla miglior attrice non protagonista per Diario di uno scandalo
  - 2008 – Candidatura alla migliore attrice in un film drammatico per Elizabeth: The Golden Age
  - 2008 – Miglior attrice non protagonista per Io non sono qui
  - 2014 – Miglior attrice in un film drammatico per Blue Jasmine[3]
  - 2016 – Candidatura alla miglior attrice in un film drammatico per Carol
  - 2020 – Candidatura alla migliore attrice in un film commedia o musicale per Che fine ha fatto Bernadette?
  - 2021 – Candidatura alla miglior attrice in una miniserie o film televisivo per Mrs. America
  - 2023 – Miglior attrice in un film drammatico per Tár
  - 2025 – Candidatura alla migliore attrice in una miniserie o film televisivo per Disclaimer – La vita perfetta

- British Academy Film Awards
  - 1999 – Migliore attrice per Elizabeth 
  - 2000 – Candidatura per la migliore attrice non protagonista per Il talento di Mr. Ripley
  - 2005 – Migliore attrice non protagonista per The Aviator
  - 2008 – Candidatura per la migliore attrice non protagonista per Io non sono qui
  - 2008 – Candidatura per la migliore attrice per Elizabeth: The Golden Age
  - 2014 – Migliore attrice per Blue Jasmine
  - 2016 – Candidatura per la migliore attrice per Carol
  - 2023 – Migliore attrice per Tár

- Premio Emmy
  - 2021 - Candidatura per la migliore attrice protagonista in una miniserie o film televisivo per Mrs. America
  - 2021 - Candidatura per la migliore miniserie o film televisivo per Mrs. America (Come produttrice esecutiva)
  - 2025 – Candidatura per la migliore attrice protagonista in una miniserie o film televisivo per Disclaimer - La vita perfetta

- Screen Actors Guild Award
  - 1999 – Candidatura per la migliore attrice per Elizabeth
  - 2002 – Candidatura per la migliore attrice non protagonista per Bandits
  - 2002 – Candidatura per il miglior cast per Il Signore degli Anelli - La Compagnia dell'Anello
  - 2003 – Candidatura per il miglior cast per Il Signore degli Anelli - Le due torri
  - 2004 – Miglior cast per Il Signore degli Anelli - Il ritorno del re
  - 2005 – Candidatura per il miglior cast per The Aviator
  - 2005 – Migliore attrice non protagonista per The Aviator
  - 2007 – Candidatura per il miglior cast per Babel
  - 2007 – Candidatura per la migliore attrice non protagonista per Babel
  - 2008 – Candidatura per la migliore attrice non protagonista per Io non sono qui
  - 2008 – Candidatura per la migliore attrice per Elizabeth: The Golden Age
  - 2009 – Candidatura per il miglior cast per Il curioso caso di Benjamin Button
  - 2014 – Migliore attrice per Blue Jasmine
  - 2016 – Candidatura per la migliore attrice per Carol
  - 2021 – Candidatura per la migliore attrice in una miniserie o film televisivo per Mrs. America
  - 2022 – Candidatura per la migliore attrice non protagonista per La fiera delle illusioni - Nightmare Alley
  - 2022 - Candidatura per il miglior cast per Don't Look Up
  - 2023 – Candidatura per la migliore attrice protagonista per Tár
  - 2025 – Candidatura per la migliore attrice in una miniserie o film televisivo per Disclaimer - La vita perfetta

### Altri
- Mostra Internazionale d'Arte Cinematografica di Venezia
  - 2007 – Migliore interpretazione femminile per Io non sono qui
  - 2022 – Migliore interpretazione femminile per Tár

- London Critics Circle Film Awards
  - 1998 - Migliore attrice per Elizabeth
  - 2013 - Migliore attrice per Blue Jasmine
  - 2022 - Migliore attrice per Tár

## Premi teatrali
- Tony Award
  - 2017 – Candidatura per la migliore attrice in un'opera teatrale per The Present

## Riconoscimenti speciali
Nel 2008, al numero 6712 dell'Hollywood Boulevard, riceve una stella sulla celebre Hollywood Walk of Fame per il suo contributo all'industria cinematografica statunitense.